# Ramapuram
Ramapuram é uma vila no distrito de Thiruvallur, no estado indiano de Tamil Nadu.

## Geografia
Ramapuram está localizada a 13° 31′ N, 80° 05′ L. Tem uma altitude média de 9 metros (29 pés).

## Demografia
Segundo o censo de 2001,  Ramapuram  tinha uma população de 30,251 habitantes. Os indivíduos do sexo masculino constituem 47% da população e os do sexo feminino 53%. Ramapuram tem uma taxa de literacia de 71%, superior à média nacional de 59.5%: a literacia no sexo masculino é de 82% e no sexo feminino é de 61%. Em Ramapuram, 11% da população está abaixo dos 6 anos de idade.